# Männlifluh
Männlifluh är ett berg i Schweiz.   Det ligger i distriktet Frutigen-Niedersimmental och kantonen Bern, i den centrala delen av landet, 40 km söder om huvudstaden Bern. Toppen på Männlifluh är 2 596 meter över havet, eller 446 meter över den omgivande terrängen. Bredden vid basen är 4,5 km.
Terrängen runt Männlifluh är bergig åt sydost, men åt nordväst är den kuperad. Närmaste större samhälle är Spiez, 18,5 km nordost om Männlifluh. 
I omgivningarna runt Männlifluh växer i huvudsak blandskog. Runt Männlifluh är det ganska glesbefolkat, med 38 invånare per kvadratkilometer.